# Luigi Miotto
Luigi Miotto (Split, 1. studenoga 1924. – Trst, 23. prosinca 2012.), talijanski književnik i povjesničar hrvatskoga podrijetla.

## Životopis
Rođen u Splitu 1924., gimnaziju polazio u Zadru. Odande bježi za vrijeme Drugoga svjetskoga rata, 1944. godine, u Trst. Ondje 1947. završava  studij književnosti i filozofije. Akademske godine 1949.-1950. postaje docent talijanskog jezika i povijesti. Radni vijek, sve do mirovine 1984., provodi radeći po raznim učilištima u Trstu.

## Djela
Luigi Miotto je u svome književnom radu bio najaktivniji u pisanju poezije. Već kao mladić, 1941. i 1942., u Splitu izdaje prve zbirke poezije: Autunale i Ragnatele. U Trstu među ostalim izdaje 1955. zbirku poezije Memoria del sole.
Osim poezije sastavio je veliki rječnik mletačko-dalmatinskog govora pod nazivom Vocabolario del dialetto veneto–dalmata koji je bio objavljen 1984. godine u Trstu. U njemu je obradio riječi iz svih dalmatinskih gradova u kojima se prije i poslije rata govorio mletački dijalekt talijanskoga jezika.